# Тітосе

42°49′ пн. ш. 141°39′ сх. д. / 42.817° пн. ш. 141.650° сх. д.
Тітосе́ (яп. 千歳市, ちとせし, МФА: [t͡ɕi̥tose ɕi̥]) — місто в Японії, в окрузі Ісікарі префектури Хоккайдо.

## Короткі відомості
Розташоване на південному заході префектури, на південному сході від Саппоро. Великий транспортний центр. В місті знаходиться Новий аеропорт Тітосе. Станом на 1 жовтня 2008 року площа міста становила 594,95 км². Станом на 31 березня 2017 населення міста становило 96 180 осіб.

## Транспорт
- Новий аеропорт Тітосе